# Alepidomus evermanni
El pez de cristal cubano (Alepidomus evermanni) es una especie de pez actinopterigio de agua dulce, la única del género mototípico Alepidomus.

## Morfología
De cuerpo muy translúcido y tamaño pequeño, se ha descrito una longitud máxima de 3,3 cm.

## Distribución y hábitat
Es un pez de agua dulce tropical, de comportamiento bentopelágico, que se distribuye por ríos de la mitad occidental de la isla de Cuba.